# Lothar Meyer (calciatore)
Lothar Meyer (1º agosto 1934 – Berlino, settembre 2002) è stato un calciatore tedesco orientale dal 1990 tedesco, di ruolo centrocampista.